# نبرد چله
نبرد چله (به انگلیسی Battle of Karasounk)، نبردی است که در حدود ۸۶۳ میلادی بین ارتش ارمنستان و امرای مسلمان (اعراب) در کرانه‌های رود ارس رخ داد.

## نبرد
آشوت یکم با سپاهیان خود که چهل هزار نفر بودند به مقابله لشکر امرای مسلمان (اعراب) که بالغ بر هشتاد هزار نفر می‌شد شتافت و در کرانه‌های رود ارس شکست سختی بر آنان وارد آورد. ارمنیان آن میدان جنگ را (میدان چله) یا (نبرد چله) نامیدند، زیرا در آنجا یک لشکر چهل هزار نفری از پس لشکری دو برابر خود بر آمده بود.